# Матка (Ханты-Мансийский район)
Матка — деревня в России, находится в Ханты-Мансийском районе, Ханты-Мансийского автономного округа — Югры. Располагается на межселенной территории, находясь в прямом подчинении Ханты-Мансийскому муниципальному району.
Почтовый индекс — 628540, код ОКАТО — 71129000000.
В этой деревне родился тренер по лыжному спорту и биатлону Николай Петрович Бондарев.

## Климат
Климат резко континентальный, зима суровая, с сильными ветрами и метелями, продолжающаяся семь месяцев. Лето относительно тёплое, но быстротечное.

## История
Согласно Спискам 1868–1869 гг., населенный пункт Маткинские юрты состояли из 9 хозяйств, где проживало 18 человек. Юрты находились при Маткинской протоке р. Обь. На 1912 г. зафиксировано существование юрт Маткинских в Котской инородческой волости Березовского округа Тобольской губернии.

## Население
1. Н/Д[5]